# Schlosskirche (Mannheim)

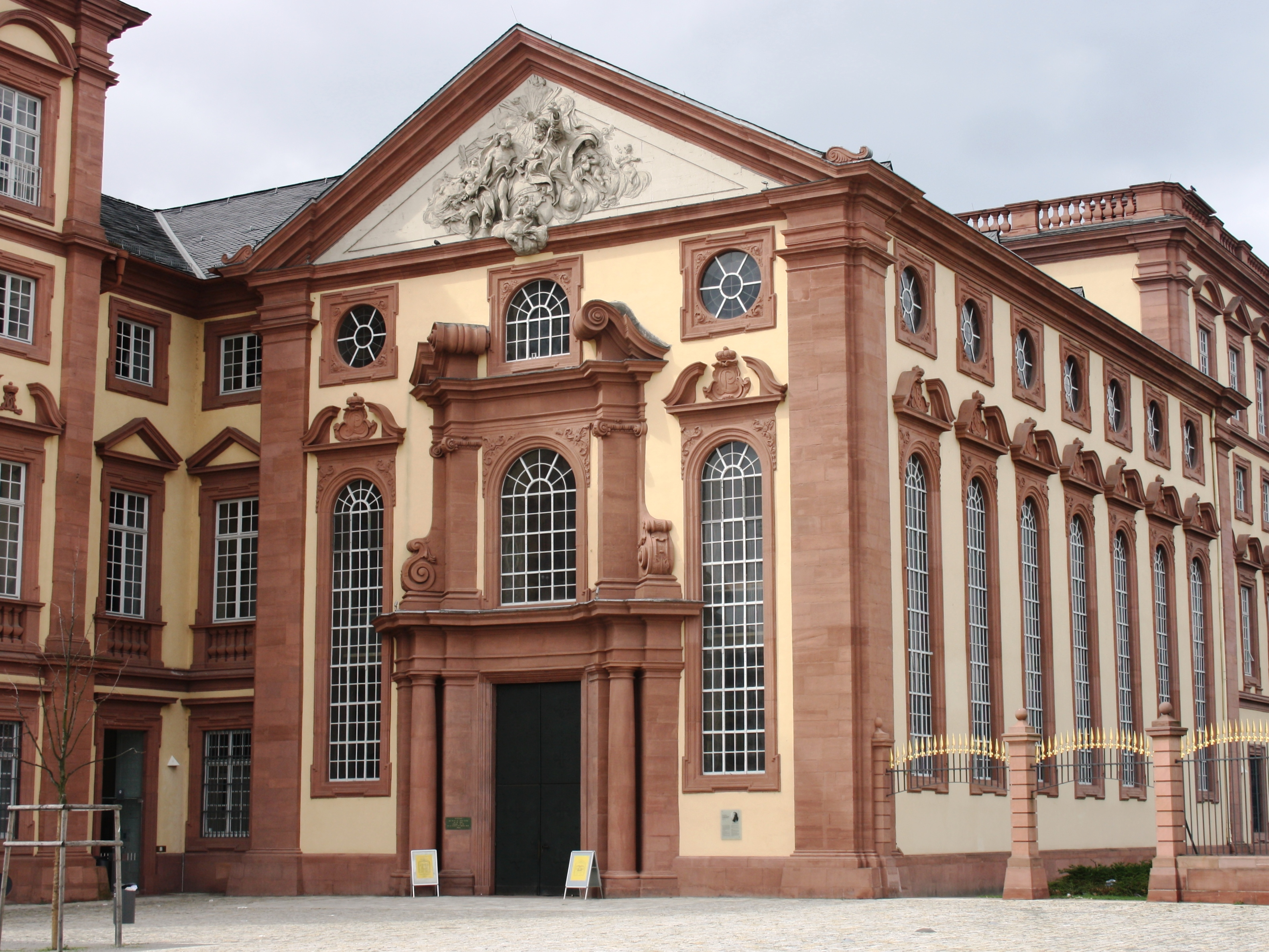
Schlosskirche

Die Schlosskirche ist Teil des Westflügels des Mannheimer Schlosses. Sie diente von 1731 bis 1777 als Hofkapelle der Kurfürsten von der Pfalz und ist heute Pfarrkirche der alt-katholischen Gemeinde.

## Geschichte

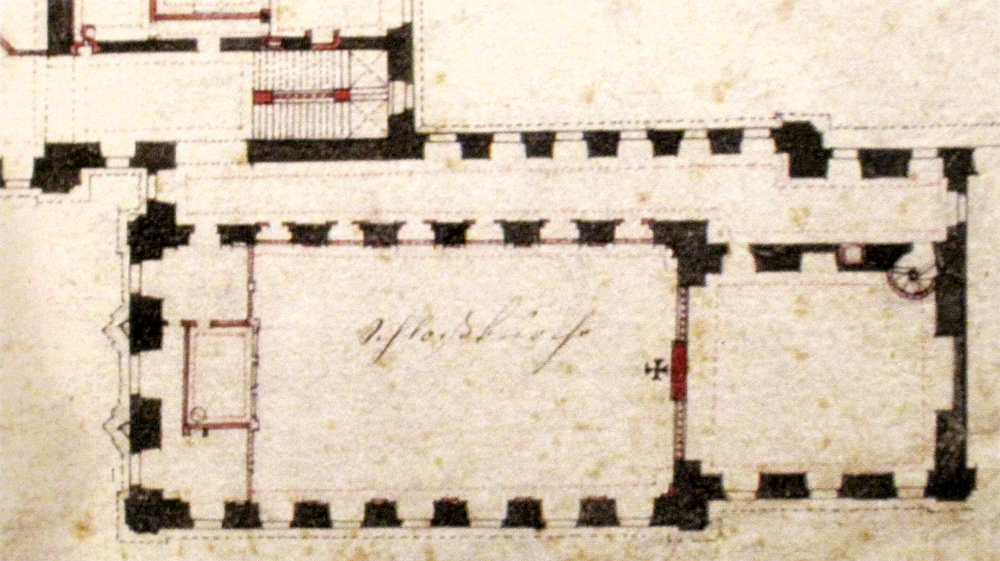
Grundriss der Hofkapelle

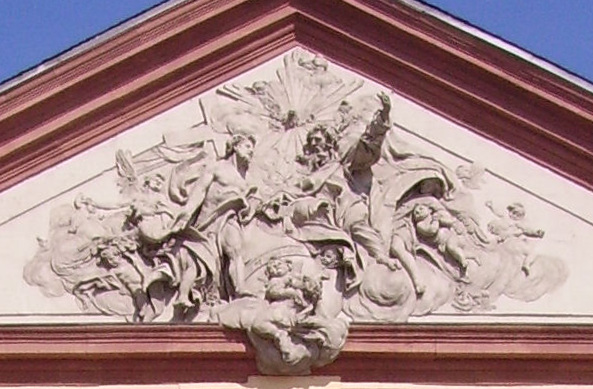
Giebelrelief Heilige Dreifaltigkeit von Paul Egell

1720 verlegte Kurfürst Carl Philipp die Residenz der Kurpfalz von Heidelberg nach Mannheim und legte noch im selben Jahr am 2. Juli den Grundstein für das Mannheimer Schloss. Die Erstplanung erfolgte durch Johann Kaspar Herwarthel. Nach seinem Tod im November 1720 übernahm Johann Clemens Froimon (auch „Froimont“) die Bauleitung. Er wurde 1726 entlassen und von Guillaume d’Hauberat abgelöst. Wie groß der jeweilige Anteil der Baumeister an der Schlosskirche war, ist unklar, denn Vorplanungen und bereits im Bau befindliche Gewerke mussten übernommen werden. Mit der Weihe der Kirche am 6. Mai 1731 auf den Namen „Mariä Heimsuchung“ durch den Wormser Weihbischof Johann Anton Wallreuther endete die erste Bauphase des Schlosses.
Die Schlosskirche diente für die täglichen Gottesdienste des Hofstaats. Die Kirchenmusik wurde vom damals berühmten Hoforchester gespielt, das die Mannheimer Schule entwickelte. 1777 wurde hier der Messias von Georg Friedrich Händel sehr früh aufgeführt. Hoforganist war Abbé Georg Joseph Vogler. Bei seinen Besuchen in Mannheim spielte Wolfgang Amadeus Mozart die Orgel in der Kirche.
Nach dem Wegzug des Hofstaats nach München 1778 führte die Schlosskirche ein Schattendasein. 1803 fiel Mannheim an Baden und Karl Friedrich übergab die Kirche den Reformierten und ab 1809 wurde sie von Reformierten und Katholiken simultan genutzt. 1819 nahm Großherzogin Stephanie ihren Witwensitz in Mannheim und Schloss und Schlosskirche erlebten bis zu ihrem Tod 1860 noch einmal eine kleine Hofhaltung. Danach wurde die Kirche nicht mehr für Gottesdienste genutzt und das Rote Kreuz richtete im Deutsch-Französischen Krieg 1870 gar ein Depot ein.
1874 übergab Großherzog Friedrich I. die Kirche der neu gegründeten alt-katholischen Gemeinde Mannheim zur Nutzung, die am 5. April den ersten Gottesdienst in der Schlosskirche feierte und 1902 mit 2.003 Mitgliedern ihren historischen Höchststand erreichte.
Den Zweiten Weltkrieg überstand nur die Kurfürstengruft nahezu unbeschädigt. Die Kirche wurde 1940 zwar nur durch den Luftdruck geschädigt, 1943 und 1945 aber wie das gesamte Schloss bis auf die Mauern zerstört. Zwischen 1952 und 1956 erfolgte der Wiederaufbau durch das Staatliche Hochbauamt, der als Musterbeispiel deutscher Denkmalpflege gelobt wurde, obwohl die Scheinkuppel hinter dem Hochaltar nicht wieder errichtet und die Orgel an die Stelle der Kurfürstenloge versetzt wurde. Am 1. Juli 1956 wurde die Schlosskirche zu Ehren der Allerheiligsten Dreifaltigkeit durch den alt-katholischen Bischof Johann Josef Demmel erneut geweiht.

## Architektur

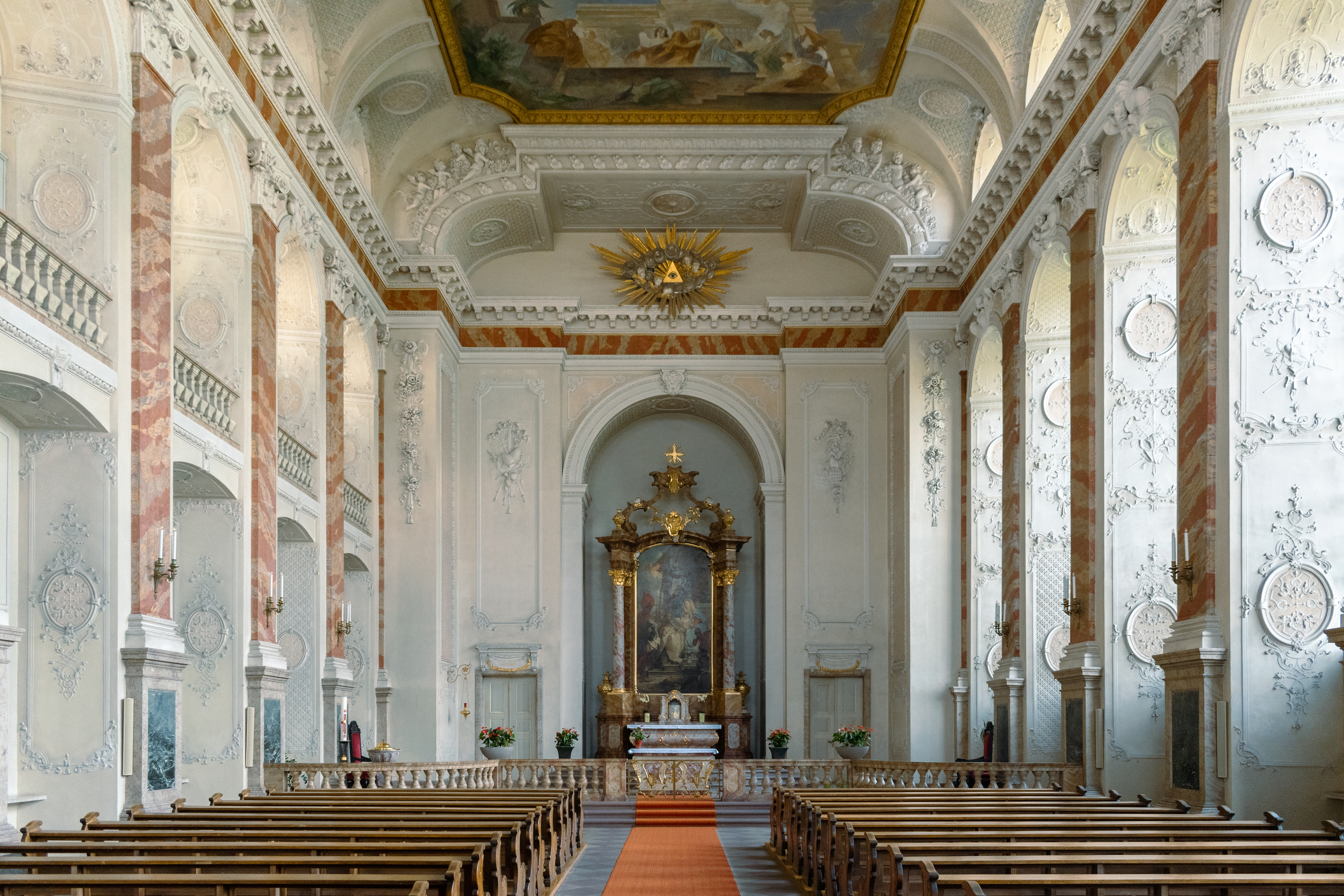
Innenraum, heutiger Zustand

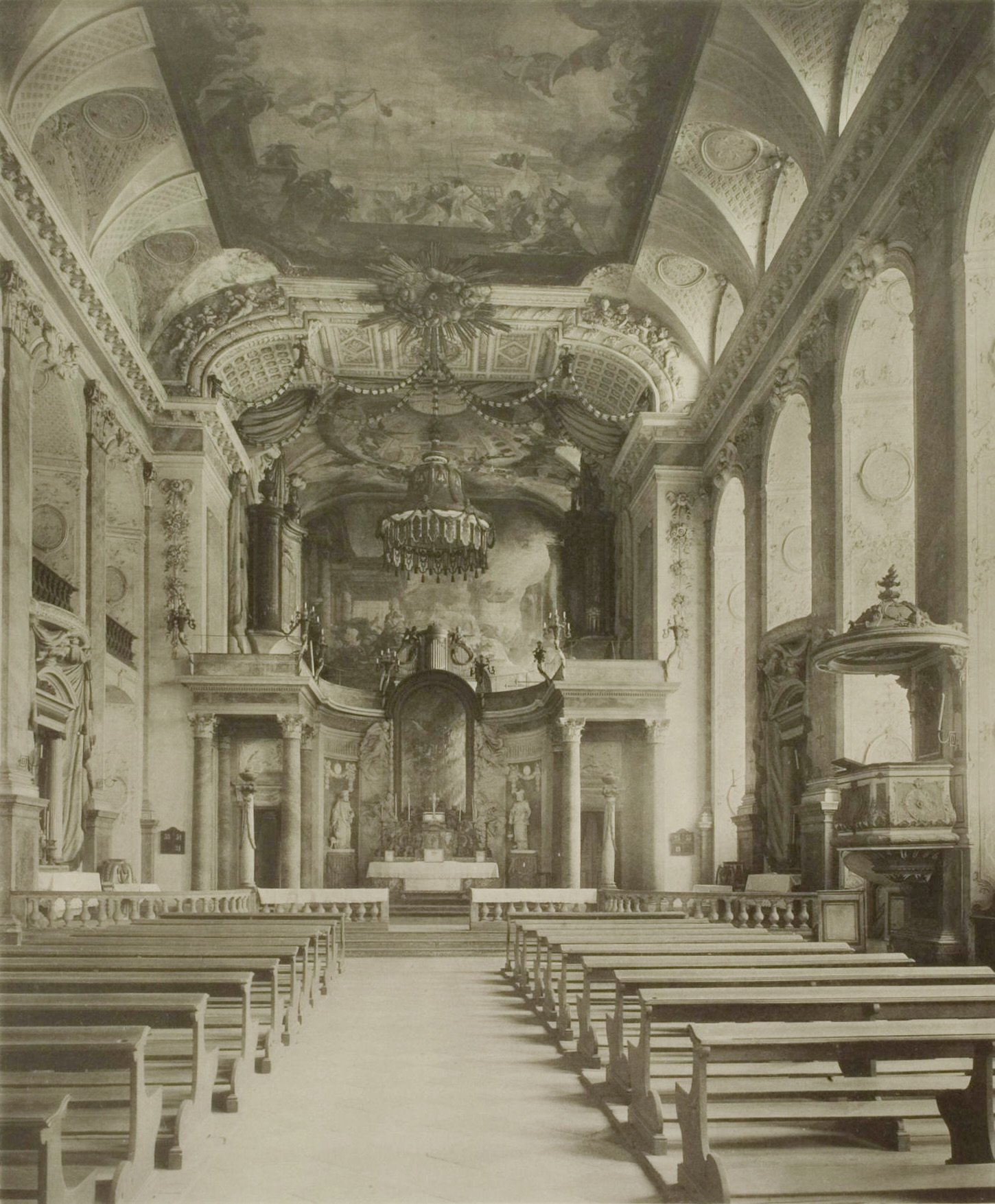
Innenraum, ursprünglicher Zustand

Die Schlosskirche befindet sich an der Ecke von westlichem Ehrenhofflügel und Westflügel des Schlosses. Stadtseitig ähnelt die siebenachsige Architektur dem übrigen Schloss und gibt sich nur über die zweigeschossigen Rundbogenfenster als Kirche zu erkennen. Die dreiachsige Eingangsfassade korrespondiert in der Gestaltung mit der Bibliothek auf der gegenüberliegenden Seite des Ehrenhofs.
Das äußere Erscheinungsbild der Barockkirche ist, wie das Schloss insgesamt, geprägt vom Wechselspiel zwischen rotem Sandstein und hellgelb gestrichenen Flächen. Das nicht unumstrittene Gelb ersetzte die Farbe Weiß erst bei der jüngsten Renovierung des Schlosses (2000–2007).
Das Giebelrelief über dem Eingang zeigt die Heilige Dreifaltigkeit und stammt vom Hofbildhauer Paul Egell, es ist eines seiner größten Reliefs.

## Ausstattung
Im Innenraum wird an den Seiten die durch die Fenster vorgegebene Gliederung durch marmorierte Pilaster unterstützt. Die Fensterumrahmungen besitzen anstelle von Schlusssteinen stuckierte Putten. An der linken Wand befinden sich Zugänge zu den Logen, die früher von den höhergestellten Mitgliedern des Hofstaats genutzt wurden. Mehr als 120 Stuckaturen im Bandelwerkstil verzieren die Wände.
Im Chor befindet sich heute ein in Rokokoformen nachgeschaffener Altaraufbau. Das Altargemälde ist eine Kopie nach dem Gemälde „Die Anbetung der Hl. Drei Könige“. Das Original schuf 1753 Giovanni Battista Tiepolo für das Kloster Schwarzach; es befindet sich heute in der Alten Pinakothek in München.

### Deckengemälde
Das ursprünglich 1728 von Cosmas Damian Asam geschaffene Deckengemälde im Langhausgewölbe zeigt den Triumph der Kirche und auf der Chorseite die Heimsuchung Mariens. Es erstreckt sich über 224 Quadratmeter und ist heute eine Nachschöpfung des Kunstmalers Carolus Vocke. Die Scheinkuppeln im Chor, der Altaraufbau und die Musikerempore hinter dem Altar wurden beim Wiederaufbau nicht rekonstruiert.

### Gruft

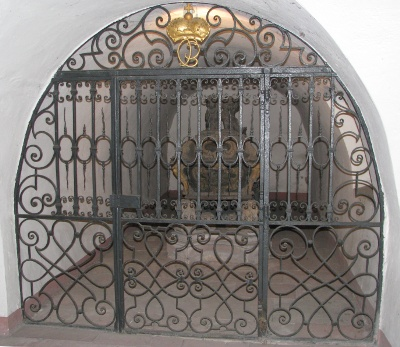
Gruft mit Sarkophag Kurfürst Carl Philipps

Hinter dem Altar befindet sich die Sakristei, von der man in die kurfürstliche Gruft gelangt. Carl Philipp und seine dritte Frau, Gräfin Violantha von Thurn und Taxis, sind hier in prächtigen Sarkophagen begraben. Sie wurden 1946 aufgebrochen. Bei der polizeilichen Untersuchung wurde festgestellt, dass der einbalsamierte Leichnam des Kurfürsten relativ gut erhalten war, von seiner Gemahlin waren hingegen nur noch die Gebeine erhalten. Der gefundene Orden vom Goldenen Vlies und das Großkreuz des Hubertusordens wurden dem Badischen Landesmuseum übergeben. Auf dem Sarkophag Carl Philipps trugen ursprünglich zwei Putten ein großes Medaillon mit dem Bildnis des Kurfürsten. Es befindet sich heute in den Reiss-Engelhorn-Museen.

## Orgel

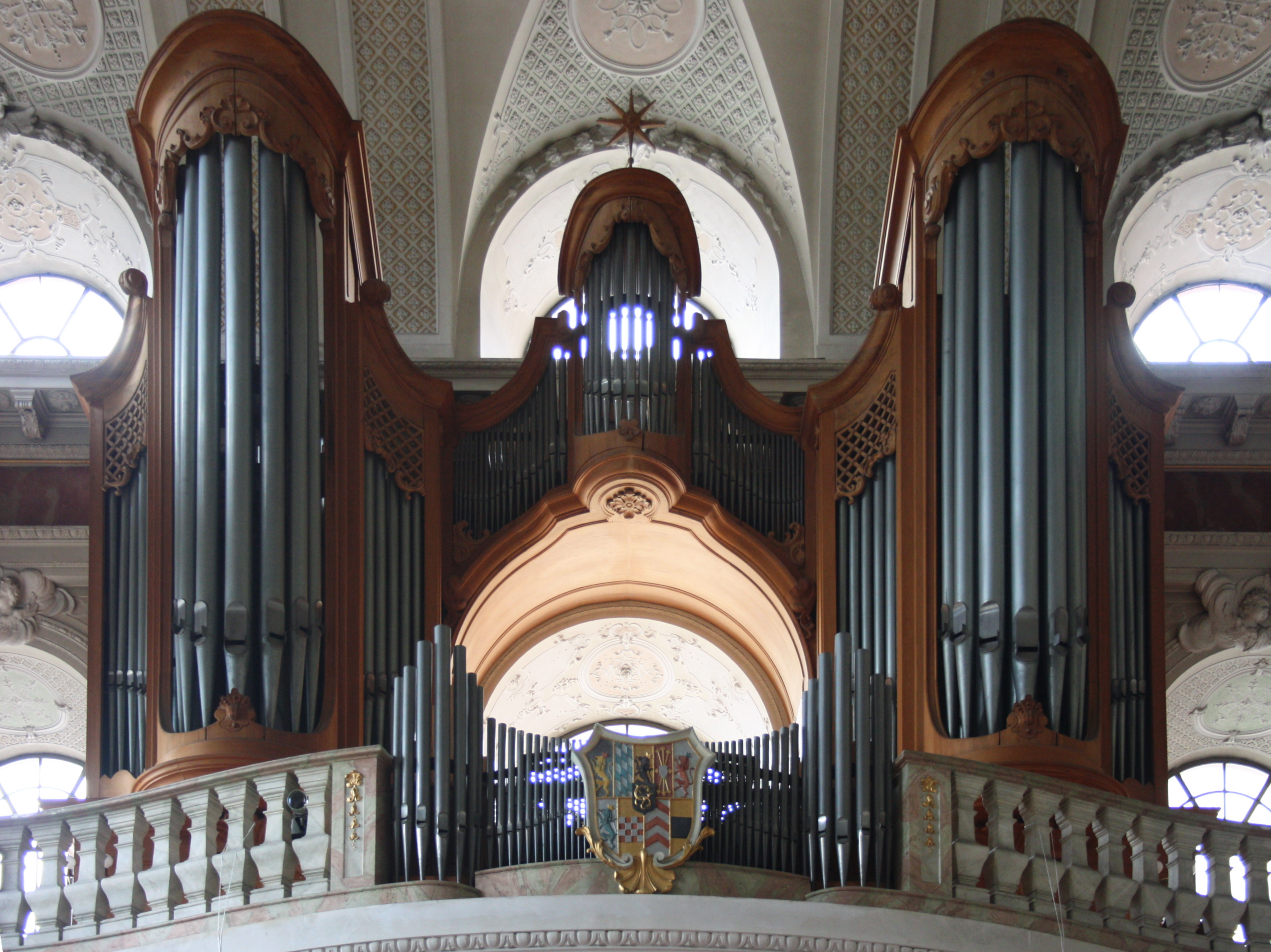
Orgel

Die kurfürstliche Loge über dem Eingang wurde nach dem Zweiten Weltkrieg nicht wiedererrichtet. Hier befindet sich jetzt die Orgelempore mit einem in Barockformen gestalteten Orgelprospekt. Die Orgel ist ein 1956 erbautes dreimanualiges Instrument der Firma Steinmeyer (Oettingen) mit 34 Registern (3 Transmissionen im Pedal) und elektropneumatischer Traktur (Taschenladen). An der Brüstung befindet sich das Rückpositiv, das mit dem Wappen Carl Philipps verziert ist. Im Rahmen der „Schlosskonzerte Mannheim“ haben etliche international namhafte Organisten auf der Orgel konzertiert. 2016 wurde sie auf ein digitales Traktursystem umgebaut und erweitert.
| I Hauptwerk C–g3 |               |       |
| 1.               | Prinzipal     | 16'   |
| 2.               | Prinzipal I   | 8′    |
| 3.               | Prinzipal II  | 8′    |
| 4.               | Gemshorn      | 8′    |
| 5.               | Flöte         | 8'    |
| 6                | Oktave        | 4′    |
| 7.               | Gedackt       | 4′    |
| 8.               | Quinte        | 2 ⁄3′ |
| 9.               | Oktave        | 2′    |
| 10.              | Mixtur IV-VI  | 1 ⁄3′ |
| 11.              | Cornett V     | 8'    |
| 12.              | Trompete Aux. | 8'    |
| 13.              | Trompete      | 8′    |
| 14.              | Zimbelstern   |       |
| 15.-17.          | frei          |       |
| 18.              | Sub I-I       |       |
| 19.              | Sub III-I     |       |

| II Rückpositive C-g3 |               |       |
| 20.                  | Rohrflöte     | 8′    |
| 21.                  | Nachthorn     | 4′    |
| 22.                  | Prinzipal     | 2′    |
| 23.                  | Quinte        | 1 ⁄3′ |
| 24.                  | Oktävlein     | 1′    |
| 25.                  | Trompete Aux. | 8'    |
| 26.                  | Krummhorn     | 8′    |
| 27.                  | Tremolo       |       |
| 28.                  | III-II        |       |
| 29.                  | I-II          |       |
| 30.                  | Sub III-II    |       |

| III Echowerk C-g3 |                  |        |
| 31.               | Pommer           | 16′    |
| 32.               | Gedackt          | 8'     |
| 33.               | Salicional       | 8′     |
| 34.               | Schwebung        | 8'     |
| 35.               | Prinzipal        | 4'     |
| 36.               | Koppelflöte      | 4′     |
| 37.               | Nasard           | 2 ⁄3′  |
| 38.               | Schwiegel        | 2′     |
| 39.               | Terz             | 1 3⁄5′ |
| 40.               | Scharff IV       | 1′     |
| 41.               | Trompete Aux.    | 8′     |
| 42.               | Basson           | 8'     |
| 43.               | Tremolo          |        |
| 44.               | Sub III-III      |        |
| 45.               | Aequal III 8' ab |        |

| Pedal C–f1 |                 |         |
| 46.        | Prinzipalbaß    | 16′     |
| 47.        | Subbaß          | 16′     |
| 48.        | Quintbaß        | 10 2/3' |
| 49.        | Pommer          | 16'     |
| 50.        | Oktavbaß        | 8′      |
| 51.        | Gedackt         | 8'      |
| 52.        | Salivet         | 8'      |
| 53.        | Choralbaß       | 4′      |
| 54.        | Rauschpfeife II | 2 ⁄3′   |
| 55.        | Posaune         | 16′     |
| 56.        | Trompete Aux.   | 8′      |
| 57.        | Trompete        | 8'      |
| 58.        | Basson          | 8'      |
| 59.        | Clairon         | 4'      |
| 60.        | I-P             |         |
| 61.        | II-P            |         |
| 62.        | III-P           |         |
| 63.        | Super III-P     |         |

- Spielhilfen: Crescendowalze, Schweller für Echowerk, Registerfessel, Tutti, Setzeranlage

## Glocken
In der Glockenstube, einem kleinen Holzgebäude auf dem Flachdach über der Schlosskirche, hängen drei Glocken, darunter zwei Barockglocken aus der Erbauungszeit des Mannheimer Schlosses.
- Glocke 1 h1, Durchmesser 814 mm, 319 kg, 1731 vom Mannheimer Glockengießer Blasius Sattler gegossen
- Glocke 2 dis2, Durchmesser 640 mm, 141 kg, 1731 von Blasius Sattler gegossen
- Glocke 3 fis2, Durchmesser 546 mm, 113 kg, 1956 von Friedrich Wilhelm Schilling in Heidelberg gegossen

Die kleine Glocke dient als Ersatz für die im Zweiten Weltkrieg eingeschmolzene historische Glocke, die im Jahr 1722 (eventuell erst 1732) ebenfalls von Blasius Sattler gegossen wurde (Durchmesser 750 mm, Schlagton um cis2). Um einen exakten H-Dur-Dreiklang zu erzielen, wurde der Schlagton der historischen Glocke 1 im Zusammenhang mit dem Guss der Schilling-Glocke entgegen heutiger denkmalpflegerischer Norm um 7/16 höher gestimmt.